# Евразийский союз
Еврази́йский сою́з (ЕАС; бел. Еўразійскі саюз, каз. Еуразиялық одақ) — предполагаемое название проекта конфедеративного союза государств постсоветского пространства с единым политическим, экономическим, военным, таможенным, гуманитарным и культурным пространством. Часто в СМИ термин «Евразийский союз» некорректно применяют как сокращённый вариант названия Евразийского экономического союза (ЕАЭС).
В 2013 году политические лидеры Беларуси и Казахстана заявили, что они не имеют планов создания Евразийского союза и выступают исключительно за экономическую интеграцию, предусматривающую сохранение национальных суверенитетов.

## История термина
После распада СССР в конце XX века — начале XXI века среди общественности и ряда политиков некоторых бывших советских республик получила распространение идея восстановления тесной интеграции на постсоветском пространстве. Наиболее известными её сторонниками называли президента Казахстана Нурсултана Назарбаева, президента России Владимира Путина, философов и политологов Александра Дугина, Александра Панарина, киргизского писателя Чингиза Айтматова.
Первыми же о необходимости создания Евразийского союза писали ещё в 1920-е — 1930-е годы классические евразийцы — Н. С. Трубецкой, П. Н. Савицкий и Г. В. Вернадский. Им это виделось как поэтапное превращение Советского Союза в Евразийский союз, путём смены коммунистической идеологии на евразийскую.
Детализированный проект Союза Советских Республик Европы и Азии — Европейско-Азиатского Союза был предложен ещё перед распадом СССР академиком А. Д. Сахаровым.
При распаде СССР проект создания конфедеративного Союза Суверенных Государств реализован не был — на месте СССР было создано лишь малоинтегрированное международное (межгосударственное) объединение Содружество Независимых Государств (СНГ).
Согласно проекту президента Казахстана Нурсултана Назарбаева (март 1994 года), предполагалось, что вначале в Евразийский союз войдут пять республик бывшего СССР: Россия, Казахстан, Беларусь, Кыргызстан, Таджикистан.
На рубеже XX и XXI веков Россия и Беларусь создали сначала Сообщество, а затем Союзное государство, однако потребность в таком более широком Союзе осталась.

Проект Евразийского союза, однако, оставался лишь на бумаге, пока в декабре 2010 года в него не вдохнули новую жизнь на саммите ЕврАзЭС. Осенью 2011 года проект Евразийского союза получил новый импульс после публикации премьер-министром России Владимиром Путиным статьи «Новый интеграционный проект для Евразии — будущее, которое рождается сегодня» (2011). Путин, а вслед за ним и лидер единороссов Борис Грызлов в статье «Будущее за нами» в «Независимой газете» утверждали, что создание Евразийского союза на базе России, Беларуси и Казахстана позволит России стать ещё одним мировым полюсом влияния.

## Возможность создания «Евразийского союза» на базе «Евразийского экономического союза»
- В феврале 2012 года тогдашний председатель Госдумы РФ Сергей Нарышкин заявлял, что вслед за созданием Таможенного союза и формированием Единого экономического пространства государства-партнёры намерены приступить к созданию наднационального — Евразийского — парламента, а Таможенный союз ЕАЭС и Единое экономическое пространство станут базой для формирования будущего Евразийского союза[9].
- 20 марта С. Нарышкин заявил, что «Евразийская межпарламентская ассамблея, которая придёт на смену межпарламентской ассамблее ЕврАзЭС, должна разрабатывать основы законодательства в базовых сферах правоотношений, а в перспективе стать полноценным евразийским парламентом», «наделённым законодательными и контрольными полномочиями по аналогии с Европарламентом и формируемым на основе прямых демократических выборов».
- 17 мая С. Нарышкин заявил о том, что Россия, Беларусь и Казахстан организовали рабочую группу для формирования парламента будущего Евразийского союза. К продвижению этой инициативы в Минске и Астане подключилась председатель Совета Федерации РФ Валентина Матвиенко.
- Инициативы руководителей палат российского парламента, однако, не получили ожидавшегося ими отклика у парламентариев Казахстана и Беларуси. 13 сентября на заседании рабочей группы по вопросам парламентского измерения Евразийской экономической организации представители Казахстана — председатель комитета Мажилиса по международным делам, обороне, безопасности Маулен Ашимбаев и секретарь НДП «Нур Отан» Ерлан Карин — призвали не спешить с «политической составляющей» и сосредоточиться на экономических вопросах интеграции, поскольку любые интеграционные проекты возможны только «при условии соблюдения главного принципа — уважения суверенитета государств-участников». Именно по этой причине казахстанская сторона назвала преждевременной подготовку проекта меморандума о концепции межпарламентского органа и отказалась от каких-либо политических заявлений[10].
- 4 ноября 2012 года, в День народного единства, Евразийский союз молодежи и партия «Евразия» объявили[11] о начале подготовки всероссийского референдума по вопросу о создании Евразийского союза, проведение которого намечалось на 2013 год[12].
- 16 сентября 2013 года председатель комитета Госдумы России по делам СНГ, евразийской интеграции и связям с соотечественниками Леонид Слуцкий, выступая на пресс-конференции, в очередной раз озвучил планы по созданию евразийского парламента, положение о котором, по словам чиновника, должно быть внесено в «Договор о Евразийском экономическом союзе»[13].
- 18 сентября 2013 года, в ответ на повторную инициативу по созданию Евразийского парламента, депутат казахстанского мажилиса, глава комитета по международным делам, обороне и безопасности палаты Маулен Ашимбаев заявил в интервью телеканалу «Астана», что Казахстан не поддерживает данную инициативу[1]:

В этом договоре не должно быть пункта, касающегося создания единого наднационального парламента. Здесь позиция Казахстана чёткая, она озвучивалась не раз руководством страны, что Казахстан не будет поддерживать создание наднациональных политических органов. Максимум, о чём может идти речь в этом проекте,— соглашение о межпарламентском сотрудничестве, которое, собственно говоря, сегодня есть. 
- 24 декабря 2013 года, выступая на заседании Высшего евразийского экономического совета, Президент Казахстана Нурсултан Назарбаев выступил против политизации Евразийского экономического союза. Президент Казахстана заявил:

Мы с вами говорили, и не хотелось бы повторять, но политизация создаваемого союза недопустима.
…
Такие направления, как охрана границ, миграционная политика, система обороны и безопасности, а также вопросы здравоохранения, образования, культуры, правовой помощи по гражданским, административным и уголовным делам не относятся к экономической интеграции и не могут быть перенесены в формат экономического союза.
…
Как суверенные государства мы активно сотрудничаем с различными странами, международными организациями, не ущемляя взаимных интересов. Союз не должен мешать нам в этом направлении.

## Большой Евразийский союз
Параллельно с идеей создания Евразийского союза в общественном политическом дискурсе присутствует и идея Большого Евразийского союза. В отличие от первого, сводящегося к «собиранию земель» за счет интеграции со странами бывшего СССР, второй проект подразумевает более широкую интеграцию с Монголией, Китаем, Индией, Ираном и даже другими европейскими и азиатскими странами.
По мнению экспертов, контуры этого союза концептуально не обозначены, и о них пока можно догадываться по подписанным соглашениям, официальным визитам и совместным военным учениям, в том числе осуществляемым в рамках Шанхайской организации сотрудничества.